# Дрозд, Наталья Ивановна
Дрозд Наталья Ивановна (бел. Наталля Іванаўна Дрозд) — белорусский дипломат, профессор кафедры дипломатической и консульской службы ФМО БГУ. С 2016 года глава Центра ОБСЕ в Ашхабаде.
Первый Чрезвычайный и Полномочный посол Республики Беларусь в Итальянской Республике и на Мальте по совместительству (1998—2002).

## Биография
Окончила Минский государственный педагогический институт иностранных языков (МГПИИЯ) (ныне Минский государственный лингвистический университет), очную аспирантуру БГУ и защитила кандидатскую диссертацию на факультете журналистики МГУ по вопросам внешней политики и СМИ. Владеет английским, французским, итальянским, сербско-хорватским, македонским языками.
Работала заместителем декана по работе с иностранными студентами БГУ, профессором Центрального Мичиганского университета в рамках программы обмена с БГУ. Проходила обучение в Центре политических и дипломатических исследований при МИД Великобритании.
Работала на различных должностях в Министерстве иностранных дел Республики Беларусь, возглавляла Департамент гуманитарного сотрудничества и прав человека. 13 июля 1994 назначена членом коллегии Министерства иностранных дел Республики Беларусь.
Была первым послом Республики Беларусь в Итальянской Республике и на Мальте по совместительству. 4 февраля 1998 года Указом Президента Республики Беларусь № 59 была назначена Чрезвычайным и Полномочным Послом Белоруссии в Италии. В качестве Посла верительные грамоты вручила Президенту Итальянской Республики Оскару Луиджи Скальфаро 15 мая 1998 года. Указом Президента Республики Беларусь от 17 сентября 1999 года № 543 также была назначена Чрезвычайным и Полномочным Послом Белоруссии на Мальте по совместительству. 28 января 2000 года вручила верительные грамоты Президенту Республики Мальта Гвидо де Марко. 21 августа 2002 года завершила свою дипломатическую миссию в Риме.
Имеет опыт работы в международных организациях. Была представителем Белоруссии в Комиссии ООН по положению женщин, занимала пост заместителя председателя данной Комиссии.
С 2005 по 2013 годы работала на руководящей должности в системе ОБСЕ на балканском направлении (Руководитель Миссии ОБСЕ в Македонии).
С 2015 года преподаёт на факультете международных отношений БГУ.
С 9 июля 2016 года работала в должности главы Центра ОБСЕ в Ашхабаде. Завершила свою миссию в мае 2021 года, проработав в стране 5 лет.

## Награды
Награды иностранных государств
| Страна       | Дата вручения           | Награда                                 | Награда                                 | Литеры |
| ------------ | ----------------------- | --------------------------------------- | --------------------------------------- | ------ |
| Туркменистан | 11 Битараплык 2020 года | Орден Президента Туркмении «Битараплык» | Орден Президента Туркмении «Битараплык» |        |